# مركيد
مركيد هي قرية في مقاطعة مرند، إيران. عدد سكان هذه القرية هو 2,735 في سنة 2006.